# Serra Talhada
Serra Talhada là một đô thị thuộc bang Pernambuco, Brasil. Đô thị này có diện tích 2965,3 km², dân số năm 2007 là 76360 người, mật độ 25,75 người/km².